# Circarie
Een circarie (circaria in het Latijn) is een groep van verschillende norbertijnerabdijen en afhankelijke huizen, die (vroeger naar geografische ligging, maar tegenwoordig naar taalgebied) bij elkaar horen. Anno 2012 zijn er acht circarieën : de Boheemse, de Brabantse, de Hongaarse, de Franstalige, de Duitstalige, de Portugeestalige, de Italiaanstalige en de Engelstalige.

## Brabantse circarie
De Brabantse circarie omvat de abdijen en priorijen in Nederland en Vlaanderen. Hiertoe behoren:
- de abdij van Berne te Heeswijk 
  - De Essenburgh 
  - De Schans Tilburg
- de abdij van Grimbergen 
  - Kommetjie
- de abdij van 't Park te Heverlee
- de abdij van Postel
- de abdij van Tongerlo 
  - Congo (Aketi, Titule, Zobia) 
  - Requinoa
- de abdij van Averbode 
  - Brasschaat 
  - Bois-Seigneur-Isaac 
  - Vejle
- de norbertinessenpriorij Sint-Catharinadal te Oosterhout
- de norbertinessenpriorij Immaculata te Veerle-Laakdal

## Franstalige Circarie
- Frigolet
- Leffe (België)
- Mondaye 
  - Bonlieu (Norbertijnen) 
  - Bonlieu (Norbertinessen) 
  - Caen 
  - Conques 
  - Laloubère 
  - Miasino
- St. Constant

## Engelse Circarie
- Bayview (eertijds Claymont)
- Daylesford
- De Pere, St. Norbert Abbey 
  - De Pere, St. Joseph 
  - Albuquerque, Santa Maria De La Vid 
  - Raymond, St. Moses the Black 
  - Peru, Mission 
  - Chicago, Holy Spirit Study House
- Jamtara 
  - Bombay 
  - Indara 
  - Kallamkulam 
  - Quilon 
  - Trichy 
  - Pune House of Study 
  - Nagpur House of Study 
  - Jabalpur
- Kilnacrott
- Orange 
  - San Pedro
- Queens Park
- Storrington
- Manchester

## Boheemse Circarie
- Jasov
- Nová Řiše
- Strahov 
  - Holič 
  - Milevsko
- Teplá
- Siloe-Želiv

## Duitstalige Circarie
- Geras 
  - Fritzlar 
  - Itinga-Bahia (Brazilië)
- Hamborn 
  - Maagdenburg
- Schlägl
- Speinshart
- Tepl-Obermedlingen-Mananthavady
- Wilten
- Windberg 
  - Roggenburg

## Hongaarse Circarie
- Csorna
- Gödöllő
- Magnovarad

## Canonieën die niet tot een circarie behoren
- Jaú 
  - Pirapora 
  - Piracicaba 
  - São Paulo 
  - Kinshasa 
  - Montes Claros

## Canonieën van Norbertinessen die onder het toezicht staan van een diocesane bisschop
- Imbramowice
- Kraków
- Doksany
- Toro
- Villoria de Orbigo

## Zustergemeenschappen die met de Orde der Norbertijnen verbonden zijn
- Berg Sion
- Monte Sacro - Prov. Cech.: Bílá Voda u Javornika
- Monte Sacro - Prov. Slow.: Svaty Kopecek
- Mariengaard
- Rot an der Rot
- Tehachapi (Status Foederati Americae Septentrionalis)
- Zsámbék